# Krone des Königreichs Hannover

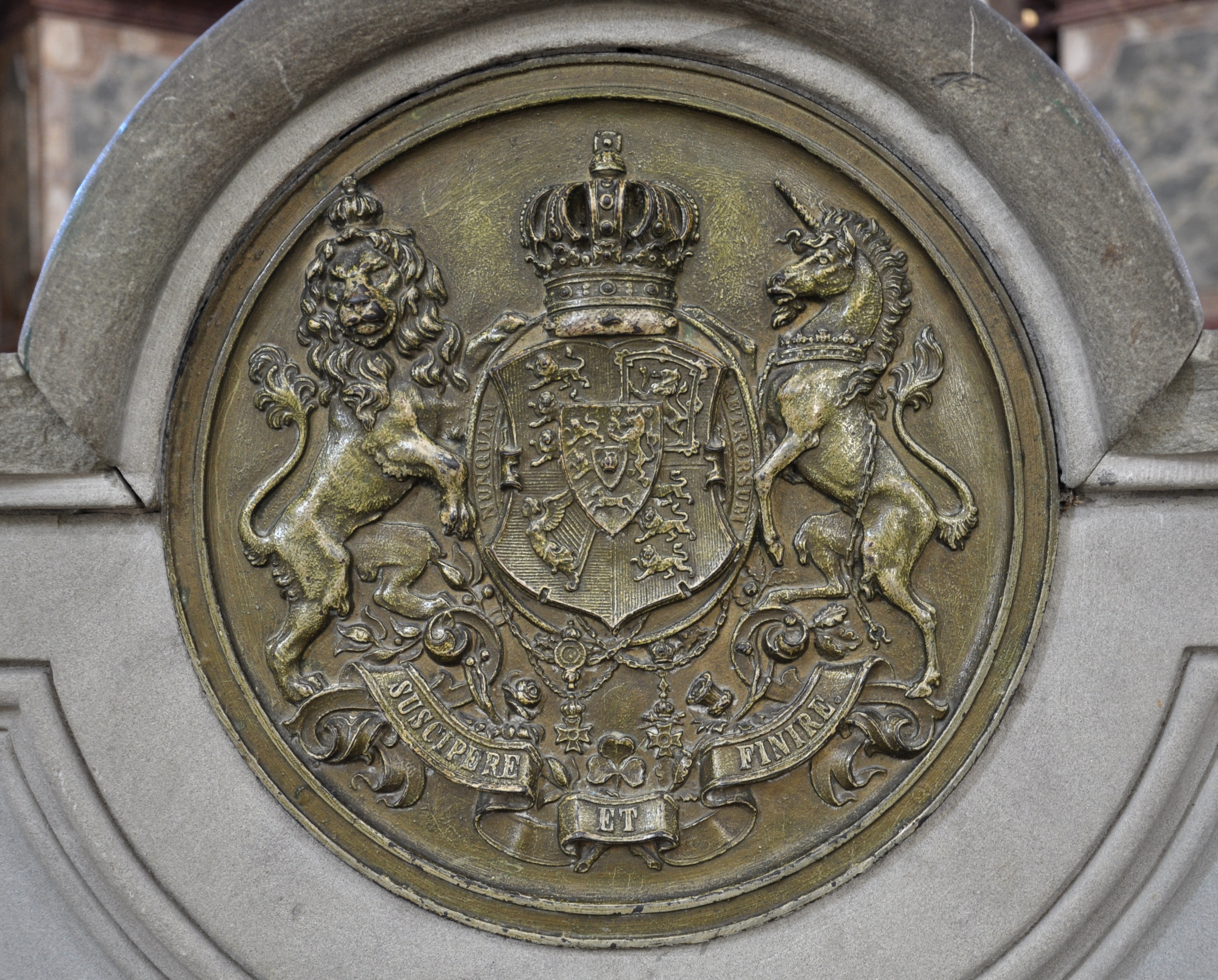
Wappen Georg V. mit der Krone des Königreiches Hannover von 1843 am Eingang zu der Welfengruft.

Nach dem Entwurf von Heinrich Schaedtler wurden 1815 die erste eigene Krone des Königreichs Hannover und das Relief der Krone in dem Guelphen-Orden fertiggestellt. Die Krone war ein Herrschaftszeichen und repräsentierte das Königreich Hannover bei der Aufbahrung und Beisetzung der Könige Georg III (1820), Georg IV. (1830) und Wilhelm IV. (1837) in England. Sie ist verschollen. Im Jahr 1843 wurde eine neue Krone, das Zepter und die Brautkrone des Hannoverschen Königshauses von den Hannoveranern Georg Julius Friedrich Knauer (1790–1855) und Wilhelm Lameyer (1808–1882) fertiggestellt. Das Königreich Hannover war auch im Besitz der Kronen und Kronjuwelen des Herzogtums Braunschweig-Lüneburg.

## Geschichte der Kronjuwelen des Königreiches Hannover

Abbild der verlorenen ersten Hannoverschen Krone in dem Guelphen Orden des Königreiches Hannover.

### Die verschollene erste Krone der Welfen
Das Königreich Hannover entstand 1814 auf dem Wiener Kongress als Nachfolgestaat des Kurfürstentums Braunschweig-Lüneburg. In der Personalunion der Könige von Großbritannien und Hannover bis 1837 war der Hannoversche König gleichzeitig der König des Vereinigten Königreichs Großbritannien und Irland. Um 1815 entwarf H. Schaedtler eine Hannoversche Krone, die in England während der Personalunion bei offiziellen Anlässen zusammen mit der englischen Krone gezeigt werden sollte. Schaedtler beschreibt ihr Aussehen so:
Sie besteht aus einem goldenen Reife, auf dem ringsum 16 Zinken stehen, von welchem auf jeder Seite die mittlere mit einem breiten Kreutze, die andern abwechselnd mit Fleurons besetzt sind. Acht goldene, auf jenen besetzten Spitzen ruhende Bogen schließen die Krone, welche auf dem Gipfel einen goldenen Reichs-Apfel trägt.
Schaedtlers Entwurf wurde in dem Guelphen-Orden als Abbild der Hannoverschen Krone verwendet. Um 1815 ist vermutlich ebenfalls nach Schaedtlers Entwurf die erste Krone des Hannoverschen Königshauses angefertigt worden. Sie wurde zusammen mit der Krone des Vereinigten Königreiches bei den Aufbahrungen und Beisetzungen von Georg III (1820), Georg IV. (1830) und Wilhelm IV. (1837) verwendet. Über das Entstehungsdatum, über den Entstehungsort, die Beschaffenheit und den Verbleib der Krone ist nichts bekannt. Nach dem Ende der Personalunion im Jahr 1837 waren die Hannoverschen Könige nur noch Könige des Hannoverschen Königreiches.

### Die Königskrone, das Zepter und die Brautkrone des Königreiches von Hannover

#### Die Entstehung und Bedeutung der Kronjuwelen

Monogramm des Königs Georg V. mit der Krone des Königreiches Hannover von 1843.

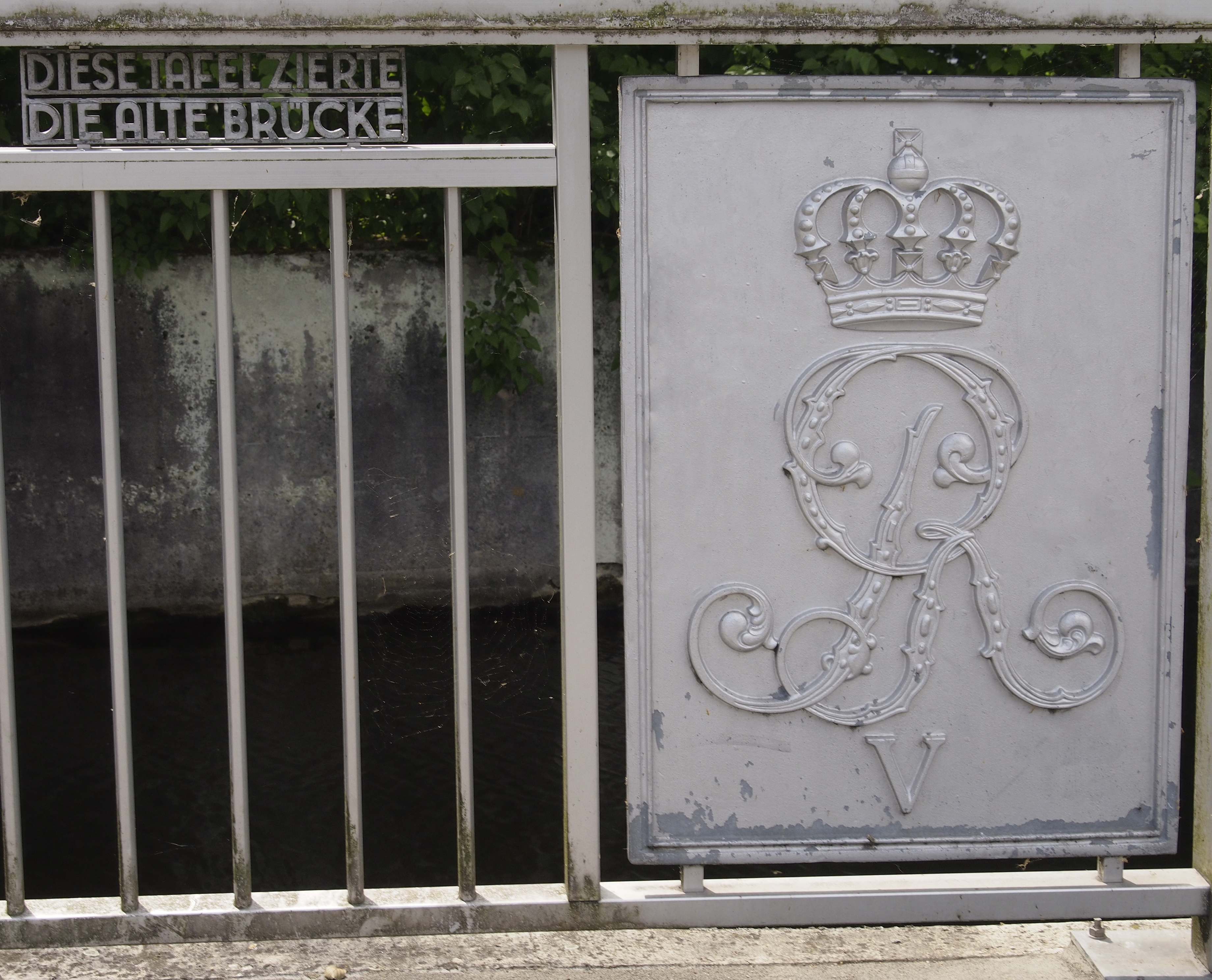
Monogramm Georg V. mit der Krone des Königreiches Hannover von 1843 an der Brücke über den Magnusgraben in Celle.

Der Auftrag zur Anfertigung der Kroninsignien des Königreiches Hannover erging an die Hofjuweliere und Goldschmiede
Georg Julius Friedrich Knauer (1790–1855) und Wilhelm Lameyer (1808–1882). Außer diesen Hofjuwelieren war noch der Hofkürschner Johann Krüger an der Ausstattung der Königskrone beteiligt, die er mit feinem Hermelin zum Betrag von fünfundzwanzig Taler Courant und mit einer Kronhaube aus rotem Samt versah.
Die Entscheidung, für das Hannoversche Königreich eine neue Königskrone anfertigen zu lassen, fiel im Spätherbst des Jahres 1842. Der Anlass war die bevorstehende Vermählung des Kronprinzen Georg V. von Hannover mit Marie von Sachsen-Altenburg. Daneben wurden zugleich ein Zepter sowie eine weitere kleinere Krone von schlichterer Ausstattung in Auftrag gegeben. Diese kleine Krone sollte traditionsgemäß als Brautkrone bei der im Königshaus bevorstehenden Hochzeit dienen.
Die Insignien Krone und Zepter sollten ein sichtbares Symbol der Idee, Person und Institution der welfischen Monarchie werden. Sie sollten bei geeigneten Anlässen die Macht und Würde der welfischen Monarchie repräsentieren. Eine Krönung wie in England sah die Verfassung des Königreiches Hannover nicht vor; deshalb sollten die Krone und das Zepter nicht vom König getragen werden.
Die Krone sollte aus 14 Karat Gold, 36 bis 40 Lot (14,6 g) schwer, bestehen und mit 4 Smaragden, 4 Saphiren und 10 orientalischen Granaten besetzt werden. Schließlich änderte man die Anzahl der Steine auf 6 blaue Saphire, 4 grüne Smaragde und 10 rote Rubine, und der Goldschmied schuf mehrere Nischen, an denen nach Bedarf Brillanten, Granaten, größere Diamanten oder Perlen eingesetzt werden konnten. So wurde die welfische Krone mehr als ein Krongestell, stattdessen eine würdige Krone, in die bei besonderen Ereignissen auch noch zusätzlich erlesene Steine eingefügt werden konnten. In ihrer Gestalt und in einigen Details hatte die Krone ein Vorbild in der schlichteren englischen St.-Edwards-Krone. Seit der Restaurierung für die Ausstellung Victoria & Albert, Vicky & The Kaiser – Ein Kapitel deutsch-englischer Familiengeschichte 1997 in Berlin befinden sich Perlen auf den Zinken des Kronreifs.
Das Königszepter baut sich traditionell aus Griff, Schaft und Bekrönung auf und folgt dem Vorbild des englischen Königszepters, das für die Krönung von Karl II. angefertigt und seitdem bei allen englischen Krönungen verwendet wurde.
Es ist aus 18 Karat Gold gefertigt und reich mit Juwelen besetzt. Es trägt an der Spitze das Kreuz auf dem Reichsapfel und illustriert damit den Anspruch des Königs, dass Gott dem König allein die weltliche Macht im Königreich Hannover verliehen hat. Von diesem Denken war Georg V. so sehr durchdrungen, dass er nach der Annexion des Königreiches durch Preußen nicht bereit war, seinen Anspruch auf das Königreich Hannover aufzugeben und als König zurückzutreten.
Die Prinzessinnenkrone wurde aus 14 Karat Gold, 10 bis 11 Lot schwer, ohne Edelsteine gefertigt. Sie bekam mehrere Nischen, an denen nach Bedarf Brillanten eingefügt werden konnten. Statt der geplanten 4.960 bis maximal 5.380 Taler Courant kostete die Krone mit der kleineren Prinzessinnenkrone und dem Zepter 5.499 Taler Courant.
Bei der Heirat des Kronprinzen und späteren Königs Georg V. mit der Braut Marie am 18. Februar 1843 wurde die Prinzessinnenkrone als eine Brautkrone in der Schlosskirche von Hannover von der Braut getragen und Krone und Zepter in dem Thronsaal des Schlosses an den Stufen des Thrones aufgestellt. Als Königin Marie am 9. Januar 1907 in Gmunden, Oberösterreich, verstorben war, wurde an ihrem Totenbett diese Krone auf einem Präsentierkissen als Königinkrone aufgestellt.

#### Der Aufbewahrungsort der Kronjuwelen
Der Aufbewahrungsort der Insignien vom Königreich Hannover und vom Herzogtum Braunschweig-Lüneburg war der Krontresor im Leineschloss in Hannover, ein Gewölberaum, der nur durch ein kompliziertes Schlüsselritual geöffnet werden konnte. Bereits 1866 endete das Königreich Hannover durch die Niederlage in der Schlacht bei Langensalza am 27. Juni 1866. Das Königreich Hannover wurde nach der Kapitulation von preußischen Truppen besetzt. Durch das preußische Gesetz vom 20. September 1866 wurde die formelle Annexion des Königreiches Hannover vollzogen. Nun war das ehemalige Königreich Hannover nur noch die preußische Provinz Hannover. Wegen der raschen Besetzung der Stadt Hannover durch Preußen wurden die Insignien in der Nacht aus dem Krontresor im Leineschloss zum Sommerschloss Herrenhausen gebracht, das die Königin Marie bewohnte.
Die Königin Marie zog am 27. September 1866 mit ihrer jüngsten Tochter, der Prinzessin Mary, und ihrem Hannoverschen Hofstaat, der etwa vierzig Personen umfasste, vom Schloss Herrenhausen in ihr eigenes Schloss Marienburg, das damals noch eine Baustelle war. Dorthin ließ sie auch die Schätze der Welfen bringen, um sie vor dem Zugriff Preußens zu sichern. Die wichtigste Aufgabe der Königin bestand bald darin, die Kronjuwelen der Welfen an der preußischen Bewachung des Schlosses Marienburg vorbei nach England schmuggeln zu lassen.
Die Kronen und Kronjuwelen vom Herzogtum Braunschweig-Lüneburg und die Krone, das Zepter und die Prinzessinnenkrone des Königreiches von Hannover befanden sich so unter dem Schutz der Königin Marie im Schloss Marienburg. Als Befürchtungen aufkamen, dass die Besatzungsmacht Preußen die Kronjuwelen der Welfen beschlagnahmen könnten, entschloss sich die Königin Marie, sie 1867 zunächst heimlich nach England und später in das königliche Exil nach Österreich bringen zu lassen. Wie das geschah, berichtete William von Hassell im Jahr 1901 in seiner "Geschichte des Königreichs Hannover":
- Im Februar erschien demnach der Geheimrat von Stockhausen bei dem Minister a. D. Grafen Kielmannsegge in Blumenau mit der Anfrage, ob er, resp. seine Gemahlin es übernehmen wolle, die Wertgegenstände nach England in die Obhut des Herzogs von Cambridge zu bringen. Als treue Diener des Königs erklärten Beide sich mit Freuden zur Übernahme dieses gefährlichen Auftrages bereit. Es wurde verabredet, dass am nächsten Abend eine Kammerfrau der Königin den Kronschatz in einem Reisewagen von der Marienburg über Linden und Herrenhausen der Hannover-Wunstorfer Chaussee zuführen sollte. Dort sollte eine Kielmannseggesche von dem Minister selbst geführte Equipage dem königlichen Wagen entgegen kommen und die Sachen in Empfang nehmen. Alles gelang nach Wunsch, und am Abend lag der Schatz sicher im Keller von Blumenau. Vierzehn Tage vergingen mit der Überlegung, wie die zahllosen Schmuckgegenstände am sichersten fortgepackt werden könnten. Es blieb schließlich nichts anderes übrig, wie einen Teil der Diamanten aus der Fassung zu nehmen und, in kleine Säckchen verpackt, in den Reiseanzug der Gräfin einzunähen. In einer Handtasche führte die kluge Frau die kleine englische Juwelenkrone, in einem Wollknäuel verborgen, als Strickzeug mit sich, ein Strahlendiadem flach eingenäht als Ohrenwärmer unter dem Hut, mehrere Perlen-Halsbänder um den Nacken, Armbänder an den Armen. "Ich war so schwer mit Diamanten bepanzert", schreibt sie selber,[4] "allein acht Rivieren von Solitärs um mich herum, dass ich nicht bequem sitzen konnte." Der Graf nahm die großen Juwelen-Schleifen und die Steine aus der englischen Tiara an sich. Nur das Szepter und drei mit Edelsteinen besetzte Kronen ließ man aus Vorsicht zurück. Sie wurden aber im Sommer der Prinzessin Louise von Hessen in Rumpenheim übergeben, die sie später ihrer Schwester, der Herzogin von Cambridge, auslieferte. Mit den übrigen Gegenständen kam das gräfliche Paar glücklich ohne Fährlichkeiten nach London, und übergab die Juwelen dem Herzog von Cambridge, der sie im Tresorgewölbe von Coutts deponierte. Dort lagen sie bis zum Jahr 1869. Dann wurden sie auf Wunsch der Königin aus ihrem Gewahrsam genommen und abermals durch die Gräfin Kielmannsegge nach Wien gebracht, wobei ihr dieses Mal ihr Sohn, der österreichische Marineattaché in London, hilfreiche Hand leistete und namentlich die Schwierigkeiten der vielen Zollrevisionen geschickt zu beseitigen wusste.[5]

In den Jahren 1869 bis 1886 befanden sich die Kronjuwelen in der Villa Hügel im 13. Wiener Gemeindebezirk in Hietzing, die Herzog Wilhelm von Braunschweig gehörte und die Georg V. und seiner Familie als Exil diente. Nachdem Georg V. am 12. Juni 1878 in Paris gestorben war, wurde sein Sarg am 17. Juni mit militärischem Geleit in die evangelische Kirche de la Redemption überführt. Annähernd 200 000 Menschen dürften damals die Straßen gesäumt haben, als die französische Republik dem vertriebenen König ein wahrhaft königliches Begräbnis bereitete, schrieb Onno Klopp. Der Leichnam wurde nach England überführt, und die Beisetzung fand in Anwesenheit von Königin Victoria am 24. Juni in der St.-Georgs-Kapelle in Windsor Castle statt. In dem Trauerzug, der sich in der Vorhalle des Gotteshauses formierte, wurde die Krone des Königreichs Hannover vom einstigen Oberhofmarschall Carl Ernst von Malortie getragen, der sie zur Trauerfeier auf den königlichen Sarg stellte.
Von 1886 bis 1930 waren die Kronjuwelen im Schloss Cumberland nordöstlich von Gmunden nahe dem Traunsee in Österreich. Schloss Cumberland diente als Exilresidenz von Ernst August, Kronprinz von Hannover und 3. Duke of Cumberland. Nachdem Schloss Blankenburg im Jahre 1925 dem Welfenhaus im Rahmen einer vermögensrechtlichen Regelung von dem Land Braunschweig zurückgegeben worden war, ruhten die Kronjuwelen im Harz im Schloss Blankenburg, das der Herzog Ernst August von Braunschweig nunmehr Chef des Welfenhauses, und seine Gattin Herzogin Victoria Luise Prinzessin von Preußen von 1930 bis zu ihrer Flucht und Enteignung im Jahre 1945 bewohnten.
Schloss Blankenburg kam nach dem Ende des Zweiten Weltkriegs zur sowjetischen Besatzungszone. Zunächst hielten die britischen Besatzungstruppen den Harz besetzt, so dass der Umzug der Welfenfamilie mit den Kronjuwelen der Welfen von der britischen Armee durchgeführt werden konnte. Vier Wochen lang fuhren gut 30 Lkw unter dem Geleitschutz dreier Panzerwagen zwischen Blankenburg und dem Schloss Marienburg hin und her und räumten die Schlösser in Blankenburg fast vollständig leer. Das Umzugsgut ging mit den Kronjuwelen der Welfen größtenteils zum Schloss Marienburg, wo schon das Inventar der Schlösser Braunschweig, Hannover und Gmunden sowie die Einrichtung des königlichen Empfangsbahnhofs in Nordstemmen lagerten.
Die Kronjuwelen sind noch immer im Besitz der Welfenfamilie. Ernst August von Hannover (1954), Ehemann von Prinzessin Caroline von Hannover, ist zurzeit das Oberhaupt vom Haus Hannover. Für die Überführung und Aufbahrung von Georg V. in der evangelischen Kirche de la Redemption in Paris am 17. Juni 1878 wurde als Sargschmuck eine entfernte Nachahmung der Königskrone geschaffen, die sich jetzt im Historischen Museum am Hohen Ufer in Hannover befindet. Sie besteht aus vergoldetem Messing mit eingefügten Steinen aus buntem Glas. Der Aufbewahrungsort der Kronjuwelen des Königshauses Hannover wird nicht bekannt gegeben.

## Ausstellung der Krone in Deutschland
Hannovers Krone war 1997 in einer Ausstellung im Deutschen Historischen Museum in Berlin öffentlich zu sehen. Die Krone, das Zepter und die Brautkrone des Königreiches von Hannover wurden auch im Jahr 2014 von dem Welfenhaus im Schloss Marienburg in der Ausstellung „Der Weg zur Krone“ gezeigt. Eine Hauptattraktion in der Schau sind die Insignien des Königreiches Hannover – die Krone von 1842 mit Zepter und Brautkrone, die König Ernst August anfertigen ließ und später an seinen Sohn Georg V. vererbte.